# 阿里郎 (智能手機)
阿里郎（아리랑）是一款由朝鲜宣稱獨自製造的智能手機。然而，分析卻指這款智能手機並非由朝鲜自行研發。

## 背景
隨著電腦的普及，朝鲜政府在2003年公佈電腦發展計劃書，並在2006年4月宣佈在二十年內成為世界科技大國。2013年7月，朝鲜自稱成功研發一款名為三池淵的平板電腦。隨後，朝鲜最高領導人金正恩又參觀位於首都平壤的家電產品生產工廠「5月11日工廠」。朝鲜中央通訊社又發新聞稿和數張圖片，並報稱金正恩盛讚此手機的性能，阿里郎手機因而被世人所知。

## 功能
- 阿里郎型號「AS1201」，搭載Android 4.1操作系統、輕觸操作、四核处理、3G網絡以及wifi[2]。這款電話還有攝影功能，像素為105萬[2]。此外，它也可從高麗電信的網絡中下載如遊戲、英語學習軟件等應用程式，但不能連接到互聯網[1]。

## 質疑
儘管朝鲜強調阿里郎手機為該國獨自製造的產品，外界對朝鲜有製作智能手機表示懷疑。南韓咸興共產主義大學電腦工程系教授金興光直稱北韓就連翻蓋手機的按鍵也無法自製，更莫說要求更高的CPU和通信晶片等核心零配件。首爾大學電腦工程系教授崔星相信這手機的硬件從中國購買並組裝，並只有部份軟件是由北韓研發的。更有報導指，型號「AS1201」的阿里郎手機從包裝盒上的字樣與本體外觀而言，這款電話其實是由中國優思通信的手機「優思U1201」改裝而成。
至於朝鲜宣稱自行製造阿里郎的動機，韓國科學技術政策研究院認為這象徵金正恩想向國民和媒體展示自己是一個不落後於國際潮流的領導人。英國BBC更認為隨著朝鲜手機用戶增加，和官方提倡民眾使用官方批准的智能電話，將更有利於政府控制資訊。

## 後繼機型
- 阿里郎151，一丹麥旅客於朝鮮遊玩期間攜帶了一部阿里郎151出境，據其稱阿里郎151搭載Android操作系統且有著相機、藍牙、3G網絡和MicroSD卡插槽等功能[7][8]。

- 阿里郎171，搭載Android 7.1.1操作系統、聯發科十核心的MT6797處理器及800萬畫素的前置鏡頭、1300萬畫素後置雙鏡頭，儲存容量4GB的RAM和32GB的ROM，且於手機正面帶有指紋辨識裝置[9][10]。
- 后续在一些二手市场上有一些传言是阿里郎181手机的机型，搭载安卓8.0操作系统，处理器是联发科G99芯片。

## 資料來源
1. 1 2 3 4 5  "金正恩以中國製造作秀？智能機背後的真相" 《朝鮮日報》中文版 8 19 2013
2. 1 2 3 4  .   [2013-08-25]. （原始内容存档于2013-08-13）.
3. ↑  "20年成軟體大國 北韓立志大躍進" 《星島日報》 26 4 2006
4. 1 2  .   [2013-08-25]. （原始内容存档于2020-11-26）.
5. ↑  .   [2014-05-11]. （原始内容存档于2019-07-22）.
6. ↑  金正恩不愛hTC 改用國產「阿里郎」手機 （页面存档备份，存于） 《今日新聞》 13 8 2013
7. ↑  歐敬洛. . 香港01. 2018-07-31  [2019-02-15]. （原始内容存档于2019-07-25） （Chinese (Hong Kong)）.
8. ↑  Keach, Sean. . 太陽報 (英國). 2018-01-12  [2019-02-15]. （原始内容存档于2021-05-01） （英语）.
9. ↑  莊翔婷. . 聯合新聞. 2018-06-28  [2019-02-15]. （原始内容存档于2019-07-13） （中文（臺灣））.
10. ↑  . 今日朝鮮. 2018-03-30  [2019-02-15]. （原始内容存档于2019-07-13） （韩语）.